# Кибальний Василь Захарович
Василь Захарович Кибальний (2 січня 1925 року, с. Летичівка — 30 жовтня 1970 року, м. Черкаси) — командир розрахунку станкового кулемета 252-го гвардійського стрілецького полку, гвардії старшина — на момент представлення до нагородження орденом Слави 1-го ступеня.

## Біографія
Народився 2 січня 1925 року в селі Летичівка Монастирищенського району Черкаської області . Українець. Член ВКП / КПРС з 1960 року. Закінчив 7 класів. У 1941 році був евакуйований в місто Красноярськ, де закінчив школу фабрично-заводського навчання. Працював мідником-бляхарем на одному з підприємств Красноярська.
У липні 1943 року призваний в Червону Армію . У жовтні 1943 року направлений кулеметником в 252-й гвардійський стрілецький полк 83-й гвардійської стрілецької дивізії. У складі 11-ї гвардійської армії 3-го Білоруського фронту брав участь в боях у Східній Пруссії. 27 жовтня 1944 року в бою за населений пункт Шмулькен Кибальний знищив 14 ворожих солдатів і одного офіцера.
Наказом командира 83-й гвардійської стрілецької дивізії від 26 листопада 1944 року за мужність, проявлену в боях з ворогом, гвардії червоноармієць Кибальний нагороджений орденом Слави 3-го ступеня.
25 січня 1945 командир розрахунку станкового кулемета гвардії єфрейтор Кибальний проник в тил ворога в районі населеного пункту Біберсвальде, де вогнем знищив два кулемети і 13 супротивників, що дозволило нашим підрозділам захопити село.
28 січня при відбитті ворожої контратаки в районі населеного пункту Вікбальд Кибальний підпустив ворога на близьку відстань і кулеметним вогнем знищив вісім противників.
Наказом по 11-ї гвардійській армії від 6 березня 1945 гвардії єфрейтор Кибальний нагороджений орденом Слави 2-го ступеня.
6 квітня 1945 року в бою на підступах до міста Кенігсберг гвардії старшина Кибальний разом з розрахунком з кулемета придушив три вогневі точки форту № 10, вразив 19 солдатів ворога.
9 квітня в тому ж районі з розрахунком в числі перших переправився на лівий берег річки Преголя, вогнем з кулемета прикривав переправу основних сил батальйону. Був поранений, але залишився в строю. У бою знищив 22 солдата і офіцера противника, чим забезпечив подолання річки підрозділом.
Указом Президії Верховної Ради СРСР від 29 червня 1945 року за мужність, відвагу і героїзм, проявлені в боротьбі з загарбниками, гвардії старшина Кибальний Василь Захарович нагороджений орденом Слави 1-го ступеня.
Надалі він брав участь в морському десанті на косу Фріше-Нерунг. 25 квітня Кибальний в числі перших висадився з катера на берег. Придушив вогневу точку противника, знищив близько взводу піхоти. Продовжуючи бій в глибині німецької оборони, потрапив в оточення. Відбив п'ять контратак переважаючих сил ворога. Коли закінчилися боєприпаси, продовжував вести бій з трофейної зброї. Втримав кордон до підходу основних сил, знищивши при цьому близько 40 супротивників, ще 75 захопив в полон. Надалі замінив вибулого зі строю командира взводу. За цей бій був нагороджений орденом Червоного Прапора . Після закінчення Великої Вітчизняної війни продовжував службу в армії. У 1957 році закінчив 10 класів, а в 1963 році — Далекосхідне військове автомобільне училище. У 1968 році підполковник Кибальний звільнений в запас. Жив в місті Владивосток, потім переїхав до Черкас. Працював в обласному управлінні транспорту.
Нагороджений орденами Червоного Прапора, Слави 1-й, 2-й і 3-го ступеня, медалями.
Помер 30 жовтня 1970 року.